# Carretera Federal 49
La Carretera Federal 49, es una carretera mexicana que recorre los estados de Chihuahua, Durango, Zacatecas y San Luis Potosí, tiene una longitud total de 600 km.
La carretera se divide en tres secciones discontinuas. La primera sección recorre los estados de Chihuahua y Durango, desde Jiménez hasta Gómez Palacio y tiene una longitud de 230 km. 
La segunda sección recorre los estados de Durango y Zacatecas, desde la ciudad de Cuencamé hasta San José de Lourdes cerca de Fresnillo, tiene una longitud de 205 km. 
La tercera sección recorre los estados de Zacatecas y San Luis Potosí, desde la ciudad de Trancoso hasta San Luis Potosí, tiene una longitud de 165 km. 
Las carreteras federales de México se designan con números impares para rutas norte-sur y con números pares para las rutas este-oeste. Las designaciones numéricas ascienden hacia el sur de México para las rutas norte-sur y ascienden hacia el Este para las rutas este-oeste. Por lo tanto, la carretera federal 49, debido a su trayectoria de norte-sur, tiene la designación de número impar, y por estar ubicada en el Norte y Centro de México le corresponde la designación N° 49.

## Trayectoria

### Chihuahua
Longitud = 80 km
- Jiménez – Carretera Federal 45
- Escalón

### Durango
Longitud = 220 km
- Ceballos
- Bermejillo – Carretera Federal 30
- Gómez Palacio – Carretera Federal 40 y Carretera Federal 40D
- Cuencamé – Carretera Federal 40

### Zacatecas
Longitud = 215 km
- Juan Aldama
- Río Grande
- Lázaro Cárdenas
- Trancoso – Carretera Federal 45
- Saladillo
- El Tecomate
- Saldaña

### San Luis Potosí
Longitud = 85 km
- Salinas
- Milpillas
- Mexquitic de Carmona
- San Luis Potosí